# Душан А. Лончаревић
Душан А. Лончаревић је био српски филозоф и публициста.

## Дела[1]
- Домаћа штампа - улога штампе у јавном животу (1919, С.Б.Цвијановић, Београд)
- Наше друштво - монографија (1921, С.Б.Цвијановић, Београд)
- Слика живота и смрти - филозофско дело (1922, Време штампарија, Београд)[2]
- Анали политичких привредних и културних догађаја (1938, Београд)